# Sergey Kolesnikov
Pour les articles homonymes, voir Kolesnikov.
Sergey Kolesnikov (né le 3 septembre 1986) est un coureur cycliste russe. Il est passé professionnel chez Unibet.com en 2007.

## Palmarès sur route

### Par années
- 2005
  - 2e du Grand Prix de Sotchi
  - 3e du Grand Prix de Moscou
  - 3e de la Friendship People North-Caucasus Stage Race
- 2006
  - Route de l'Atlantique
  - Trophée de l'Essor
  - Grand Prix d'ouverture Pierre Pinel
  - Roue tourangelle
  - Classic Loire-Atlantique
  - Tour du Canton de Saint-Ciers :
    - Classement général
    - 1re étape

  - Circuit des Ardennes :
    - Classement général
    - 2e étape

  - Tour du Finistère
  - Grand Prix de Sotchi :
    - Classement Général
    - 4e étape

  - Classement Général du Tour de Hainan
  - Riga Grand Prix
  - Ruota d'Oro
  - Ronde mayennaise
  - 2e de la Boucle de l'Artois
  - 2e du Grand Prix de Beuvry-la-Forêt
  - 3e du Grand Prix de Moscou
  - 8e du championnat du monde sur route espoirs
- 2007
  - 2e du championnat de Russie sur route
- 2009
  - Bałtyk-Karkonosze Tour
  - 3e étape du Tour du Costa Rica
  - 2e du Poreč Trophy
  - 2e du Grand Prix San Giuseppe
  - 2e du Grand Prix de Donetsk
  - 3e des Paths of King Nikola

### Classements mondiaux
| Année            | 2005 | 2006 | 2007 | 2008 | 2009 | 2010 |
| ---------------- | ---- | ---- | ---- | ---- | ---- | ---- |
| UCI America Tour |      |      |      |      |      | 248e |
| UCI Europe Tour  | 345e | 4e   |      |      | 63e  |      |

## Palmarès sur piste

### Championnats du monde
- Ordrup 2010
  - 6e de l'américaine

### Coupe du monde
- 2005-2006
  - Classement général de la course aux points
- 2006-2007
  - 3e de la course aux points à Los Angeles
- 2008-2009 
  - 3e de l'américaine à Manchester
- 2009-2010 
  - 3e de l'américaine à Manchester

### Championnats du monde juniors
- 2004
  -  Médaillé de bronze de la poursuite par équipes juniors (avec Ivan Kovalev, Andrey Klyuev et Alexey Bauer)

### Championnats d'Europe
| Juniors et Espoirs - Valence 2004 - Médaillé d'argent de la poursuite par équipes juniors (avec Ivan Kovalev, Valery Valynin et Alexey Bauer) - Fiorenzuola d'Arda 2005 - Champion d'Europe de poursuite par équipes espoirs (avec Alexander Khatuntsev, Ivan Kovalev et Valery Valynin) - Athènes 2006 - Médaillé d'argent de la poursuite par équipes espoirs (avec Alexander Khatuntsev, Ivan Kovalev et Valery Valynin) | Élites - 2008 - Médaillé de bronze de l'américaine (avec Ivan Kovalev) - 2009 - Médaillé d'argent de l'américaine (avec Alexey Shmidt) |